# Jeździec bez głowy (singel)
Jeździec bez głowy – trzeci singel polskiego rapera Szpaka z jego czwartego albumu studyjnego, zatytułowanego Dom dla zmyślonych przyjaciół pana Mateusza. Singel został wydany 27 marca 2022.
Nagranie otrzymało w Polsce status złotego singla, przekraczając liczbę 25 tysięcy sprzedanych kopii.

## Geneza utworu i historia wydania
Utwór napisali i skomponowali Mateusz Szpakowski i Kamil Pisarski, natomiast jego produkcją zajęli się DJ Fauda i PSR.
Singel ukazał się w formacie digital download 27 marca 2022 w Polsce za pośrednictwem wytwórni płytowej Gugu w dystrybucji Universal Music Polska. Piosenka została umieszczona na czwartym albumie studyjnym Szpaka – Dom dla zmyślonych przyjaciół pana Mateusza.

## Teledysk
Do utworu powstał teledysk w reżyserii Nathaniela Czarneckiego, który udostępniono 28 marca 2022 za pośrednictwem serwisu YouTube.

## Lista utworów
- Digital download[2]

1. „Jeździec bez głowy” – 3:07

## Notowania

### Pozycja na liście sprzedaży
| Kraj   | Lista (2022)           | Najwyższa pozycja |
| ------ | ---------------------- | ----------------- |
| Polska | Billboard Poland Songs | 23                |

## Certyfikaty
| Kraj          | Certyfikat  | Sprzedaż |
| ------------- | ----------- | -------- |
| Polska (ZPAV) | złota płyta | 25 000+  |